# Le Long Engagement
Le Long Engagement – ou en anglais The Long Engagement – est un tableau réalisé par le peintre britannique Arthur Hughes en 1859. De format vertical, cette huile sur toile préraphaélite est une scène de genre qui représente deux amoureux s'appuyant contre le tronc d'un arbre, un chien noir à leurs pieds. L'air dépité, la jeune femme constate qu'un lierre a poussé et recouvre désormais son prénom, Amy, autrefois gravé dans l'écorce par son compagnon. Celui-ci est manifestement un vicaire de l'Église anglicane trop désargenté pour obtenir des parents de la jeune fille l'assentiment en faveur de leur mariage, de sorte que leur engagement réciproque commence à leur paraître long. L'œuvre est conservée au Birmingham Museum and Art Gallery, à Birmingham.